# Aluminotermia
Aluminotermia – proces metalurgiczny otrzymywania metali poprzez redukcję ich tlenków sproszkowanym lub zgranulowanym glinem. Substraty tworzą mieszankę termitową, która reaguje z wydzieleniem dużych ilości ciepła, na skutek czego jej temperatura dochodzi do 3773 K (3500oC), jest to wyższa temperatura niż ta podczas palenia magnezu (3100oC)
Przykładowe reakcje:
3Fe3O4 + 8Al → 4Al2O3 + 9Fe + 3327 kJ
Cr2O3 + 2Al → Al2O3 + 2Cr + energia
Aluminotermię wykorzystuje się w hutnictwie do otrzymywania wielu metali, w tym chromu, wanadu, manganu, a także niektórych żelazostopów.
Ze względu na wysoką temperaturę reakcji aluminotermii jest ona wykorzystywana również w celach pirotechnicznych. Najpopularniejszą taką mieszaniną jest tzw. termit.